# Championnat des îles Féroé féminin de football 2022
Navigation
Betrideildin Kvinnur 2021 Betrideildin Kvinnur 2023
La saison 2022 de Betrideildin Kvinnur est la trente-huitième édition de la première division féminine féroïenne. Pour des raisons de parrainage, le championnat s'appelle la Betrideildin à la suite du parrainage de la Betri Banki.

## Format
Les huit clubs participants au championnat sont confrontés à trois reprises aux sept autres, soit un total de 21 matchs. Le tenant du titre est le KÍ Klaksvík.
En fin de saison, la dernière équipe du classement est reléguée et remplacée par le meilleur club de 1. deild Kvinnur, la deuxième division féminine féroïenne.
Cette saison le TB/FC Suðuroy/Royn (en) a été promu en Betrideildin Kvinnur.

## Qualification européenne
Le champion est qualifié pour le premier tour de qualification de la Ligue des champions féminine 2023-2024.

## Participants
| \| KÍ B36 HB NSÍ VÍK EBS TB/FCS/R 07V \| Localisation des clubs féminins engagés dans le championnat féminin 2022. |
| KÍ B36 HB NSÍ VÍK EBS TB/FCS/R 07V                                                                                 |

- 07 Vestur
- TB/FC Suðuroy/Royn (en)
- EB/Streymur/Skála (en)
- B36 Tórshavn
- HB Tórshavn
- KÍ Klaksvík Tenant du Titre
- NSÍ Runavík
- Víkingur Gøta

## Compétition
Le classement est établi sur le barème de points classique (victoire à 3 points, match nul à 1, défaite à 0).
Pour départager les égalités, on tient d'abord compte de la différence de buts générale, puis du nombre de buts marqués, puis des confrontations directes et enfin si la qualification ou la relégation est en jeu, les deux équipes jouent une rencontre d'appui sur terrain neutre.

### Classement
| Rang | Équipe                    | Pts | J  | G  | N | P  | Bp | Bc  | Diff |
| ---- | ------------------------- | --- | -- | -- | - | -- | -- | --- | ---- |
| 1    | KÍ Klaksvík T C           | 52  | 21 | 16 | 4 | 1  | 65 | 10  | +55  |
| 2    | NSÍ Runavík               | 40  | 21 | 12 | 4 | 5  | 73 | 22  | +51  |
| 3    | HB Tórshavn               | 37  | 21 | 12 | 1 | 8  | 58 | 27  | +31  |
| 4    | B36 Tórshavn              | 31  | 21 | 9  | 4 | 8  | 53 | 30  | +23  |
| 5    | Víkingur Gøta             | 28  | 21 | 8  | 4 | 9  | 60 | 36  | +24  |
| 6    | EB/Streymur/Skála (en)    | 28  | 21 | 8  | 4 | 9  | 42 | 33  | +9   |
| 7    | 07 Vestur                 | 24  | 21 | 7  | 3 | 11 | 45 | 47  | -2   |
| 8    | TB/FC Suðuroy/Royn (en) P | 0   | 21 | 0  | 0 | 21 | 3  | 194 | -191 |

| Légende : Qualifications et relégations | Légende : Qualifications et relégations |
| --------------------------------------- | --- |
|                                         | Qualification pour le premier tour de qualification de la Ligue des champions 2023-2024                                                                 |
|                                         | Relégation en 1. deild Kvinnur 2023 |
|                                         | T : Tenant du titre C : Vainqueur de la Coupe des îles Féroé 2022 S : Vainqueur de la Supercoupe des îles Féroé 2022 P : Promu de 1. deild Kwinnur 2021 |

## Statistiques

### Classement des buteuses
Source.
|    | Joueuse                  | Club     | Buts |
| -- | ------------------------ | -------- | ---- |
| 1. | Heidi Sevdal             | NSÍ      | 25   |
| 2. | Jensa Tórolvsdóttir (en) | Víkingur | 21   |
| 3. | Stefani Cabral           | NSÍ      | 15   |
| 3. | Livyan Silva             | B36      | 15   |
|    | Emma Hansdóttir          | B36      | 14   |

## Bilan de la saison
| Championnat des îles Féroé féminin de football 2022 |                                 |
| Champion                                            | KÍ Klaksvík (23e titre)         |
| Coupes et trophées                                  |                                 |
| Vainqueur de la Coupe des îles Féroé 2022           | de la Coupe des îles Féroé 2022 |
| Qualifications continentales                        |                                 |
| Ligue des champions féminine de l'UEFA 2023-2024    | KÍ Klaksvík                     |
| Promotions et relégations                           |                                 |
| Promus en Betrideildin Kvinnur                      | ÍF Fuglafjørður                 |
| Relégués en 1. deild Kvinnur                        | TB/FC Suðuroy/Royn (en)         |